# András Németh
András Németh (født 12. august 1953) er en ungarsk håndboldtræner, som tidligere har trænet Ungarns håndboldlandshold for kvinder.